# Лаймстоун (переписна місцевість, Мен)
Лаймстоун (англ. Limestone) — переписна місцевість (CDP) в США, в окрузі Арустук штату Мен. Населення — 874 особи (2020).

## Географія
Лаймстоун розташований за координатами 46°54′40″ пн. ш. 67°49′51″ зх. д. / 46.91111° пн. ш. 67.83083° зх. д. (46.911205, -67.830828).  За даними Бюро перепису населення США в 2010 році переписна місцевість мала площу 6,86 км², уся площа — суходіл.

## Демографія
Згідно з переписом 2010 року, у переписній місцевості мешкало 1075 осіб у 427 домогосподарствах у складі 246 родин. Густота населення становила 157 осіб/км².  Було 502 помешкання (73/км²).
Расовий склад населення:
| - 95,3 % — білих - 1,4 % — чорних або афроамериканців - 1,3 % — азіатів - 0,9 % — корінних американців |

До двох чи більше рас належало 0,8 %. Частка іспаномовних становила 1,6 % від усіх жителів.
За віковим діапазоном населення розподілялося таким чином: 24,3 % — особи молодші 18 років, 54,2 % — особи у віці 18—64 років, 21,5 % — особи у віці 65 років та старші. Медіана віку мешканця становила 45,5 року. На 100 осіб жіночої статі у переписній місцевості припадало 98,0 чоловіків;  на 100 жінок у віці від 18 років та старших — 94,3 чоловіків також старших 18 років.
Середній дохід на одне домашнє господарство  становив 40 455 доларів США (медіана — 32 969), а середній дохід на одну сім'ю — 48 423 долари (медіана — 40 469). За межею бідності перебувало 29,8 % осіб, у тому числі 43,4 % дітей у віці до 18 років та 25,8 % осіб у віці 65 років та старших.
Цивільне працевлаштоване населення становило 445 осіб. Основні галузі зайнятості: освіта, охорона здоров'я та соціальна допомога — 31,0 %, публічна адміністрація — 13,7 %, роздрібна торгівля — 10,8 %, виробництво — 10,1 %.